# Рашидов, Газиганд Абдурахманович
Газиганд Абдурахманович Рашидов (21 марта 1971; с. Ленинкент, Карабудахкентский район, Дагестанская АССР, РСФСР, СССР) — российский борец и тренер по вольной борьбе школы имени Курамагомеда Курамагомедова в Каспийске. 

## Биография
Родился 21 марта 1971 года. Является отцом и личным тренером призёра Олимпийских игр Гаджимурада Рашидова, с которым занимается с 2003 года. Также является тренером старшего сына Шамила. Сначала тренировал в родном селе Ленинкент Карабудахкентского района, он постелив дома на полу старые матрасы, стал обучать его со старшим сыном Шамилем азам вольной борьбы. В 2010 году Гаджимурад Рашидов выиграл подряд юношеский чемпионат Дагестана, СКФО, России и Европы, а уже со следующего 2011 года он вместе с сыном перебрался в Каспийск, сначала работал в махачкалинской школе имени Гамида Гамидова, а затем в каспийской школе имени Курамагомеда Курамагомедова. 19 февраля 2020 года ему было присвоено звание заслуженный тренер России. 1 июля 2022 года был награждён Медаль ордена «За заслуги перед Отечеством» II степени.

## Известные воспитанники
- Рашидов, Гаджимурад Газигандович — бронзовый призёр Олимпийских игр;
- Рашидов, Шамил Газигандович — мастер спорта России, заслуженный тренер России;

## Личная жизнь
По национальности — даргинец. 